# Dunkin’ Donuts
Dunkin’ Donuts (Данкин Донатс) — американская международная сеть кофеен с пончиками. Ранее одна из сетей компании Dunkin’ Brands. Представлена более чем 12 тысячами заведений в 45 странах, более 7 тысяч заведений находятся на территории США и более 4-х тысяч в других странах мира.

## История
История кофеен с фирменными пончиками «Dunkin Donuts» началась в 1950 году, когда Билл Розенберг открыл своё первое кафе в Куинси, штат Массачусетс. В 1955 году лицензию получил первый франчайзинг компании. Сегодня кофейни сети работают в 45 странах мира, обслуживая ежедневно более 5 миллионов посетителей.
В 1990 году сеть «Dunkin’ Donuts» была приобретена компанией Allied Domecq. Компания владела также сетью «Baskin-Robbins», кроме того, вскоре она приобрела сеть кофеен Mister Donut, часть которой была передана сети «Dunkin 'Donuts», что способствовало развитию бренда в Северной Америке. «Dunkin’ Donuts» и «Baskin-Robbins» были дочерними компаниями «Dunkin’ Brands» со штаб-квартирой в Кантоне, штат Массачусетс до 15 декабря 2020 года, когда компания «Dunkin’ Brands» со всеми дочерними брендами была куплена корпорацией Inspire Brands. Стоимость покупки «Dunkin 'Brands» составила 11,3 миллиарда долларов.
После этого поглощения сеть «Dunkin’ Donuts» начала ребрендинг и перепозиционирование в компанию, занимающаюся в основном производством напитков. «Dunkin’ Donuts» была переименована в «Dunkin'» в январе 2019 года. Однако смена названия будет идти поэтапно: в то время как магазины в США сразу начали использовать новое название, в других странах сохраняется прежнее, хотя ребрендинг в конечном итоге будет распространен на все заведения франшизы в течение нескольких лет.
Сеть ориентирована на молодых активных горожан. Сеть делает ставку на низкие цены (в Москве цены сопоставимы с ценами Starbucks — цена напитков идентична).

## Меню Dunkin'
Dunkin' Donuts предлагает разнообразное меню, которое удовлетворяет самые разные вкусы, делая его популярным местом для любителей кофе и сладких закусок. В их меню представлены классические позиции, такие как знаменитые глазированные пончики и Boston Kreme, но оно выходит далеко за рамки только пончиков. Для более сытных вариантов Dunkin' предлагает различные завтраки с сэндвичами, такие как сэндвич с колбасой, яйцом и сыром или с беконом, яйцом и сыром, которые можно заказать на круассане, бублике или английской маффине. Бублики сами по себе очень популярны и предлагаются с различными начинками, такими как сливочный сыр или масло. Для более сладкого завтрака или перекуса посетители могут насладиться маффинами, такими как черничный маффин или маффин с кофейным пирогом, которые идеально сочетаются с широким выбором горячих и холодных кофейных напитков, латте и сезонных напитков от Dunkin'.

## Dunkin' Donuts в мире

### В России
Открыв в 1996 году в Москве свой первый ресторан, компания потерпела неудачу, и в 1999 была вынуждена прекратить свою деятельность (по официальной версии, заведения были убыточными).
11 мая 2010 года открылась первая московская кофейня сети на Новом Арбате. Эксклюзивная франшиза на развитие сети Dunkin` Donuts в России принадлежит ООО «Донатс проджект».
11 марта 2022 года Dunkin' Brands (материнская компания) объявила, что больше не будет инвестировать и развивать магазины в России.

## Галерея

глазированные пончики франшизы
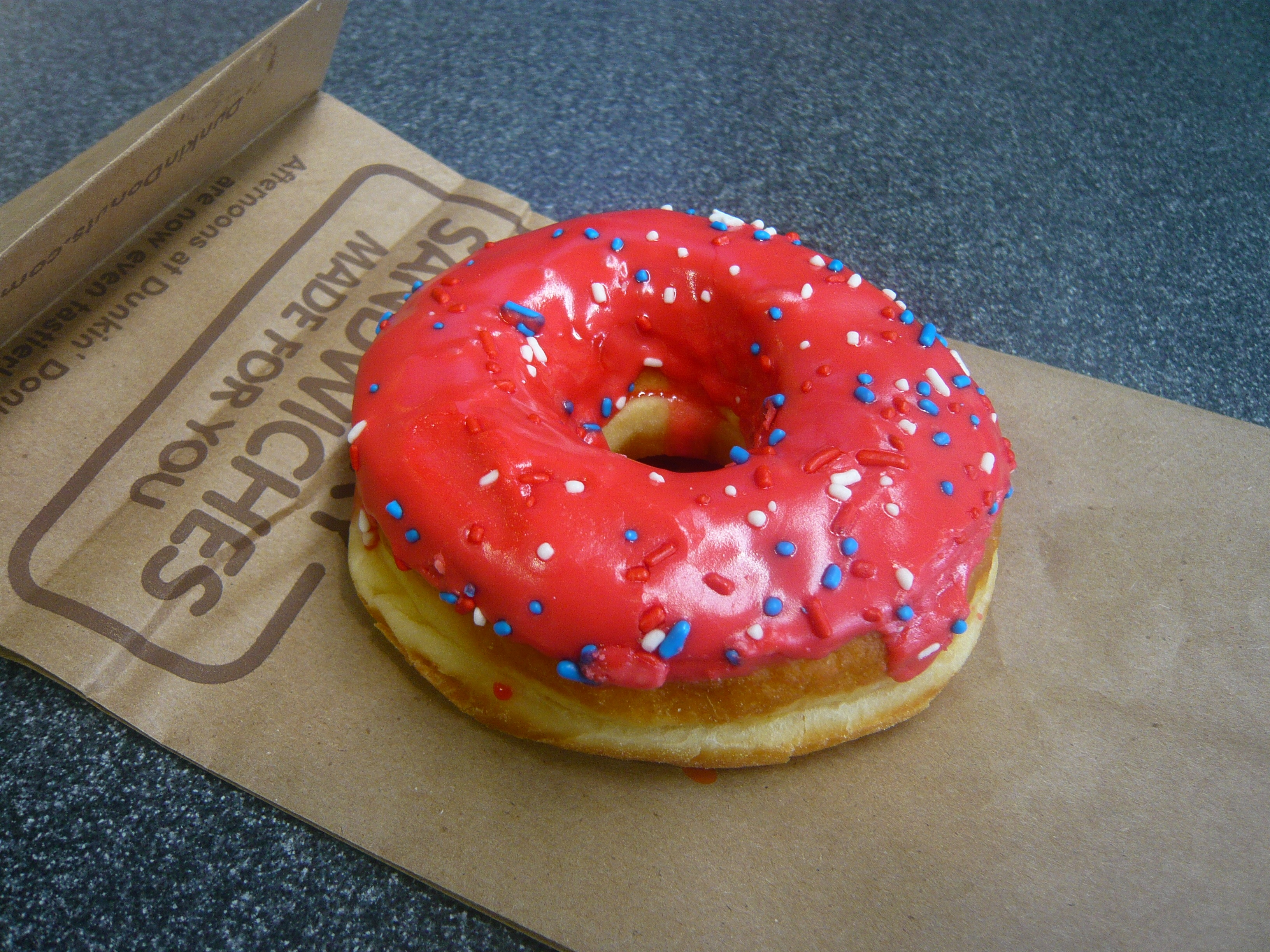
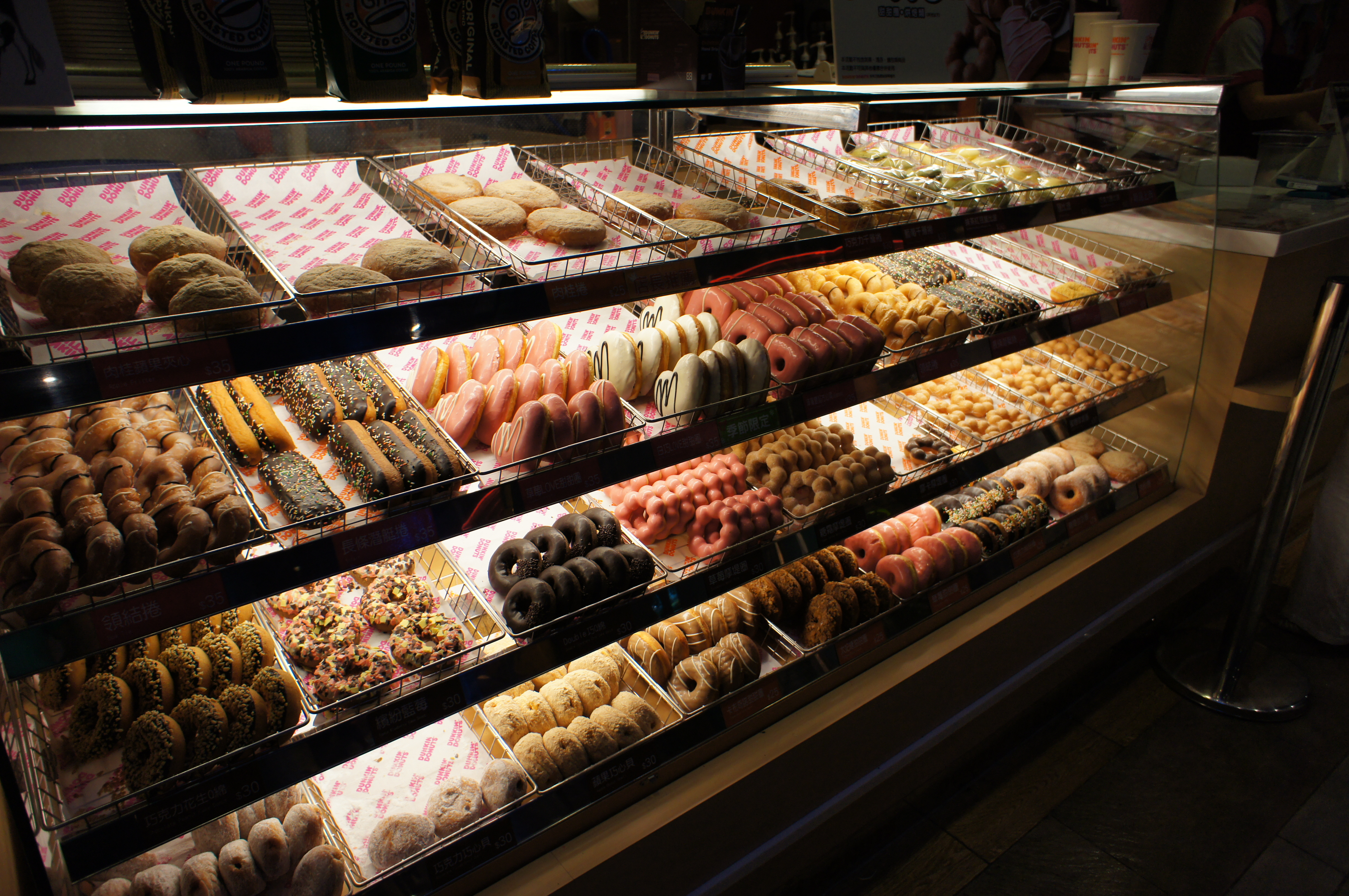
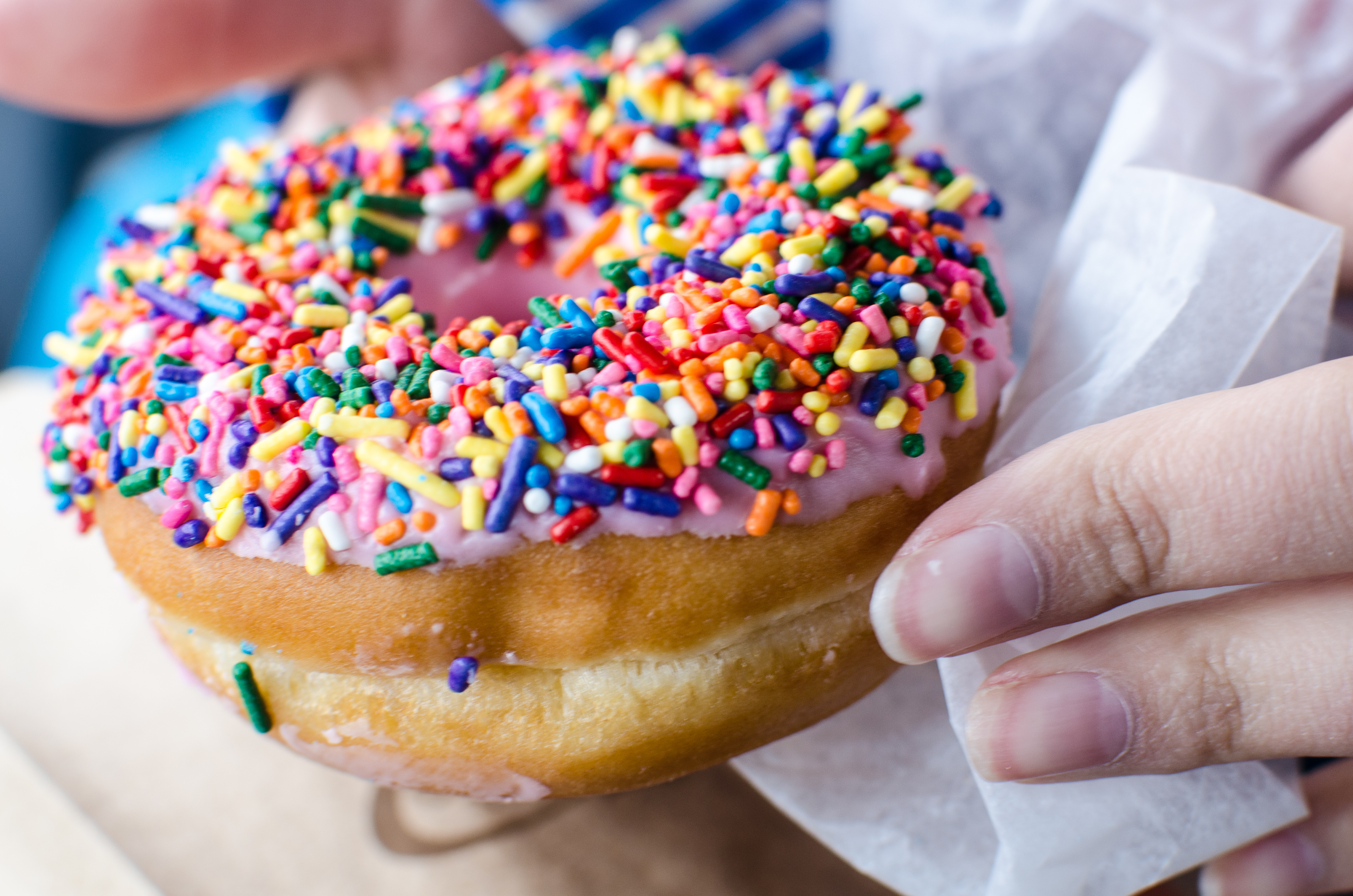
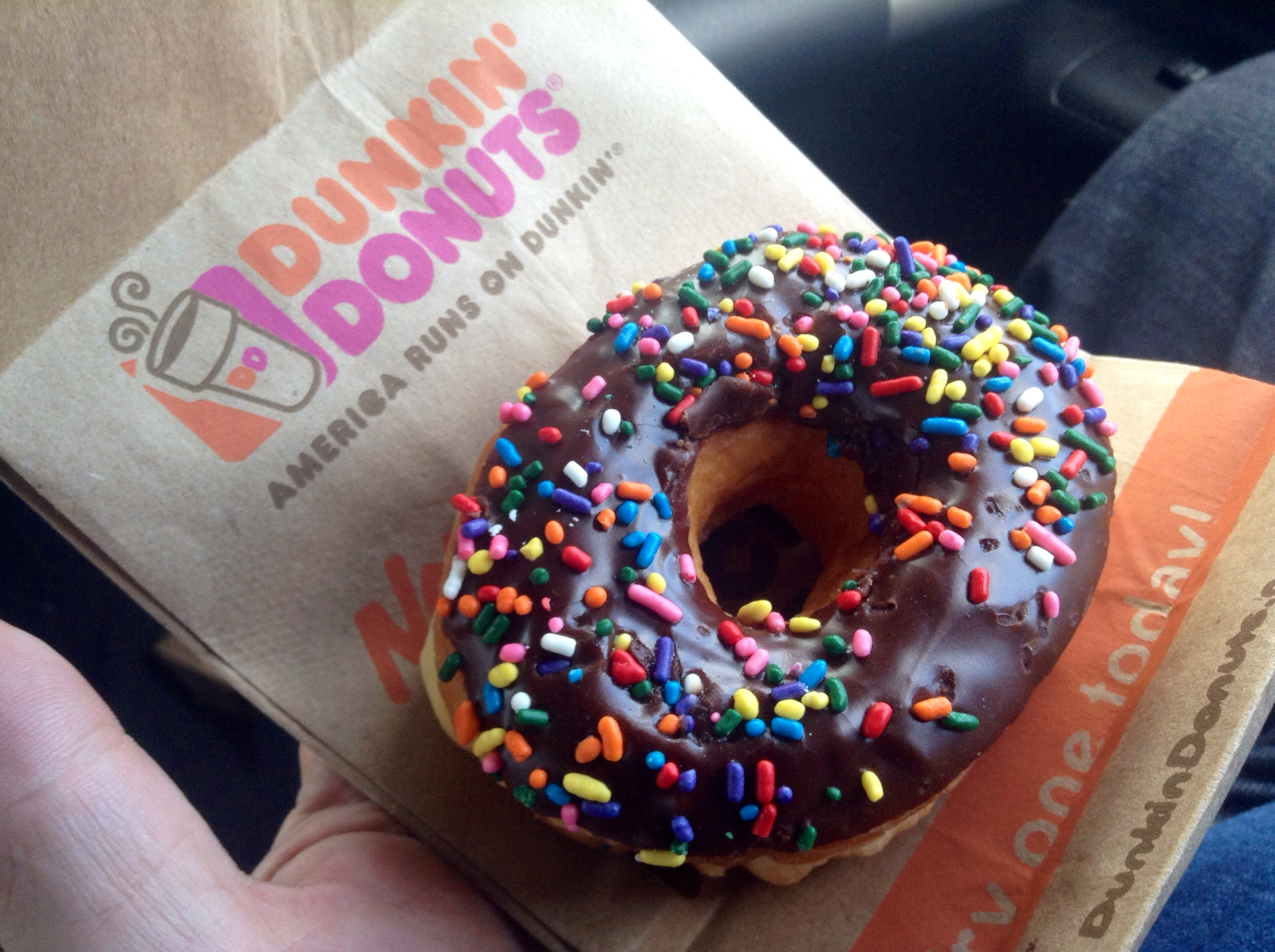